# Henry Ogg Forbes
Pour les articles homonymes, voir Forbes (homonymie).
Henry Ogg Forbes est un ornithologue, un botaniste et un explorateur écossais, né le 30 janvier 1851 à Aberdeen et mort le 27 octobre 1932.

## Biographie
Il fait ses études à Aberdeen et à Édimbourg. Il se rend dans les Moluques où il emprunte le chemin suivi par Alfred Russel Wallace (1823-1913) des années plus tôt. Il en tire A Naturalist’s Wanderings in the Eastern Archipelago (1885). Il dirige le muséum de Canterbury à Christchurch en Nouvelle-Zélande de 1890 à 1893. Il devient consultant pour le muséum de Liverpool de 1911 à 1932.
Plusieurs espèces lui sont attribuées, dont le pluvier de Forbes (Charadrius forbesi) par George Ernest Shelley (1840-1910) en 1883, le râle de Forbes (Rallina forbesi) par Richard Bowdler Sharpe (1847-1909) en 1887, le milan de Forbes (Leptodon forbesi) par Harry Kirke Swann (1871-1926) en 1922, le capucin de Nouvelle-Irlande (Lonchura forbesi) par Philip Lutley Sclater (1829-1913) en 1879.

## Sources
- Bo Beolens et Michael Watkins (2003). Whose Bird ? Common Bird Names and the People They Commemorate. Yale University Press (New Haven et Londres).
- Ce texte utilise des extraits de l'article de langue anglaise de Wikipédia (version du 11 février 2006).